# Grabica (powiat piotrkowski)
Grabica – wieś w Polsce położona w województwie łódzkim, w powiecie piotrkowskim, w gminie Grabica, nad rzeką Grabią.
W latach 1975–1998 miejscowość należała administracyjnie do województwa piotrkowskiego.
Miejscowość jest siedzibą gminy Grabica.
We wsi znajduje się kilka sklepów, apteka, Kółka Rolnicze, Urząd Gminy, prywatna przychodnia weterynaryjna. Miejscowość ma charakter typowo rolniczy, głównie nastawiony na hodowle trzody chlewnej.